# Catan
Catan (originalment en alemany, Die Siedler von Catan, "Els colons de Catan") és un joc de tauler d'estil europeu (o alemany) creat per Klaus Teuber i publicat per primera vegada el 1995 a Alemanya per Kosmos. Devir Iberia el publicà en versió catalana el setembre de 2010.
És un dels primers jocs d'aquest tipus que obtingué ressò a nivell mundial, més enllà d'Europa, i el 1995 guanyà el premi Spiel des Jahres i també la Ploma d'Essen (Essener Feder) a la fira de jocs d'Essen. El seu èxit ha donat lloc a diverses expansions, variants i jocs derivats. Se'n celebren periòdicament campionats i partides de demostració.
L'objectiu del joc és assolir una certa quantitat de punts prèviament pactada. Es guanyen punts fent ciutats i amb cartes especials. Per construir les ciutats i fer-les créixer, cal una sèrie de matèries primeres o recursos que s'obtenen segons la puntuació dels daus i la posició de les ciutats, per tant es combina l'estratègia i l'atzar.

## Expansions i adaptacions
El Catan, a part del joc original, també té expansions que fan que el joc sigui totalment diferent. Per exemple: l'expansió de Navegants en la qual s'afegeix un mar i unes illes a les que cada jugador, com a colonitzador, hi pot arribar amb uns vaixells. A part d'aquesta hi ha moltes altres expansions, com la de Ciutats i cavallers, la de Mercaders i bàrbars o la de Pirates i exploradors.
A part de les expansions, la pròpia companyia Devir o altres aficionats del Catan han creat adaptacions del joc situats en llocs concrets com: el Catan de Mallorca, que el va crear i comercialitzar la pròpia empresa Devir Iberia, o el Catan de la Plana de Vic, que el van crear uns joves de Vic i que encara no s'ha comercialitzat

## Components del joc bàsic
- 19 hexàgons
  - 4 hexàgons de bosc (produeixen fusta)
  - 4 hexàgons de prats (produeixen llana)
  - 4 hexàgons de sembrat (produeixen blat)
  - 3 hexàgons de fangar (produeix fang)
  - 3 hexàgons de pedrera (produeixen pedra)
  - 1 hexàgon de desert
- 6 peces de mar amb 9 ports
- 95 cartes de matèria primera
- 25 cartes de desenvolupament
  - 14 cartes de cavaller
  - 6 cartes de progrés
  - 5 cartes de punt de victòria
- 4 cartes de costos de construcció
- 2 cartes especials
- 96 figures
  - 16 ciutats (4 de cada color)
  - 20 poblats (5 de cada color)
  - 60 carreteres (15 de cada color)
- 1 figura de lladre
- 2 daus
- 18 fitxes numerades (2, 3, 3, 4, 4, 5, 5, 6, 6, 8, 8, 9, 9, 10, 10, 11, 11, 12)

## Muntatge del joc
El tauler del joc es munta mitjançant la col·locació dels hexàgons de la forma que mostra la figura. Al voltant dels hexàgons es col·loquen les peces de mar amb els seus respectius ports.

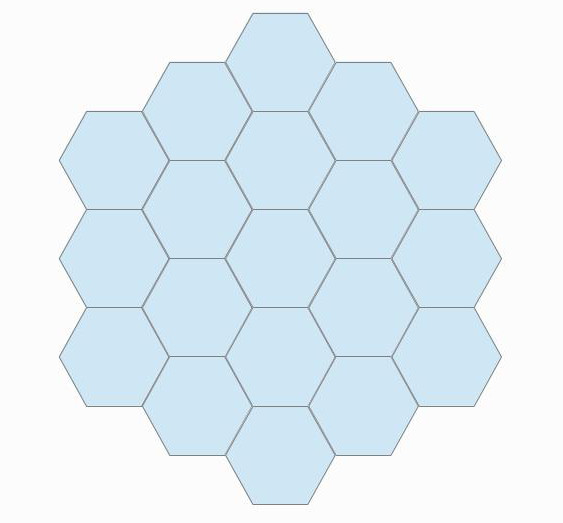
Esquema de muntatge de Catan

Un cop col·locat el mapa, els posa a sobre de cada hexàgon de terreny, una fitxa numerada del 2 al 12 (excepte a l'hexàgon del desert).

## Preparació del joc
- Cada jugador escull un color i rep 15 carreteres, 5 poblats i 4 ciutats. A més a més també rep la carta de costos de construcció.
- Cada jugador tira un dau per escollir l'ordre de la partida.
- Cada jugador ha de col·locar 2 poblats i 2 carreteres a l'illa. El primer jugador a col·locar un poblat i una carretera és el que ha tret una puntuació més alta. Seguint el sentit de les agulles del rellotge, els jugadors col·loquen el seu primer poblat i la seva primera carretera. Un cop ha col·locat el seu poblat i la seva carretera l'últim jugador, l'ordre de col·locació s'inverteix. D'aquesta manera el primer jugador que ha col·locat el primer poblat, també és l'últim.
- Cada jugador rep les cartes de matèria del primer poblat que ha col·locat. Hi ha regles alternatives, on les matèries per agafar són les del segon poblat.
- Es barregen les cartes de desenvolupament i es col·loquen cap per avall.

## Desenvolupament del joc
El primer jugador tira els daus. Tots els jugadors en joc han d'agafar les matèries corresponents als seus poblats segons el número que correspongui.
A continuació, únicament el jugador que posseeix el torn, pot intentar negociar amb la resta de jugadors per intentar intercanviar matèries, posar en joc cartes de desenvolupament, gastar les seves matèries o intercanviar matèries al port o al mercat.
El torn de cada jugador es divideix en 5 fases:
1. Si el jugador posseeix una carta de cavaller, la pot utilitzar abans de fer la tirada de daus.
2. Tirada de daus. El nombre resultant és la suma dels 2 daus.
3. Segons la tirada de daus, hi pot haver 2 fases:
  1. Fase productiva. Recol·lecció de matèries. (no surt un 7)
  2. Fase no productiva. Moure el lladre. (surt un 7)
4. Fase de comerç (es pot intercalar amb la fase de construcció).
5. Fase de construcció (es pot intercalar amb la fase de comerç).

### Fase productiva. Recol·lecció de matèries
Durant el torn de cada jugador, aquest llança els daus. Si el resultat de la tirada de daus coincideix amb la fitxa numerada que té qualsevol de les caselles de matèries primeres i en alguna de les interseccions hi ha un poble o ciutat, llavors el jugador, encara que no sigui el que hagi tirat els daus, guanya una carta de la matèria corresponent per cada poble, i dues, per cada ciutat.
|              | 2    | 3    | 4    | 5     | 6     | 7 (lladre) | 8     | 9    | 10   | 11   | 12   |
| ------------ | ---- | ---- | ---- | ----- | ----- | ---------- | ----- | ---- | ---- | ---- | ---- |
| Probabilitat | 2,8% | 5,6% | 8,3% | 11,1% | 13,9% | 16,7%      | 13,9% | 11,1 | 8,3% | 5,6% | 2,8% |

### Fase no productiva. Moure el lladre
Si durant el torn de cada jugador, aquest llança els daus i apareix un 7, llavors entra en acció en lladre. En aquest cas, cap de les caselles produeixen recursos.
Els efectes de treure un 7 als daus són:
- Tots els jugadors que tinguin més de 7 targetes de matèria a la mà, se'n haurà de descartar de la meitat de la seva pròpia elecció, arrodonint cap amunt. Per exemple, si un jugador té 11 cartes de matèria, n'haurà de descartar 6.
- Després de descartar, el jugador que ha tret el 7 ha de moure el lladre col·locant-lo a una casella de la seva elecció, i que no pot ser la mateixa a la que estava. La casella on es col·loqui el lladre, no produirà matèries mentre el lladre hi estigui.
- Després de col·locar el lladre, el jugador pot robar una carta de matèria a l'atzar a un dels jugadors que limitin amb un poblat o ciutat a la casella on s'ha col·locat.

### Fase de comerç
Existeixen 3 tipus de comerç:
- El jugador pot negociar amb altres jugadors per intercanviar cartes de matèries.
- El jugador pot canviar amb la banca. La relació de canvi sempre serà de 4 cartes iguales per 1.
- El jugador pot comerciar als ports:
  - El jugador pot comerciar als ports 3:1 igual que amb la banca, però amb una relació de 3 cartes iguals per 1.
  - El jugador pot comerciar en un port de matèria primera. En aquest cas, la relació és de 2 cartes iguals de la matèria indicada per 1.

### Fase de construcció
Per poder dur a terme la fase de construcció es necessiten cartes de matèries primeres. Les cartes s'utilitzen per construir carreteres, poblats, ciutats i per a comprar cartes de desenvolupament.
- Per construir una carretera es necessita una carta de fusta i una de fang. Les carreteres serveixen per ampliar territori i poder construir altres poblats o ciutats. El jugador que aconsegueixi 5 carreteres seguides sense pobles o no, i sense pobles d'altres jugadors en mig, aconsegueix la carta de Gran Ruta Comercial, que atorga 2 punts de victòria. Si un altre jugador aconsegueix una carretera més llarga durant la partida, aquesta s'ha d'entregar a l'altre jugador.
- Per construir un poblat es necessita una carta de fusta, una de fang, una de llana i una de blat. Cada poblat atorga 1 punt.
- Per construir una ciutat, abans has d'haver construir un poblat. La ciutat substitueix un poblat existent. Una ciutat necessita 2 cartes de blat i 3 de pedra. Cada ciutat atorga 2 punts.
- Per adquirir una carta de desenvolupament es necessita 1 carta de pedra, una de llana i una de blat.

Abans de construir un poblat, s'ha de tenir en compte que aquests s'han de col·locar en una de les interseccions dels hexàgons. Les carreteres es col·loquen als costats dels hexàgons. Els pobles no es poden col·locar massa propers entre si. S'han de poder construir 2 carreteres com a mínim entre un poblat i la més propera, encara que no sigui del mateix jugador.

### Cartes de desenvolupament
Hi ha 5 tipus de cartes de desenvolupament:
- Cavaller: és la carta més comuna. Té la mateixa funció que treure un 7 en una tirada de daus, però sense l'efecte negatiu de descartar matèries. El primer jugador que faci servir 3 cavallers (s'han d'utilitzar, no val només tenir-los) obté la carta de Gran Exèrcit de Cavalleria, que atorga 2 punts de victòria. Si un altre jugador obté un exèrcit més gran, el jugador haurà de passar la carta a l'altre jugador.
- Punt de victòria: Atorga 1 punt de victòria directament.
- Monopoli: Al jugar la carta, tots els jugadors, si en tenen, han d'entregar al jugador totes les seves cartes que aquest esculli.
- Construcció de carreteres: Permet construir 2 carreteres gratuïtament.
- Progrés: Permet adquirir dues targetes de matèria de la mateixa elecció.[3]

### Finalització
La partida acaba quan un dels jugadors obté 10 punts de victòria.

## Ampliacions i variants
El joc es va ampliar amb la introducció dels cavallers i els bàrbars. Al seu torn, cada jugador a més de les jugades indicades pot entrenar o ampliar un cavaller (cada cavaller val una fitxa de llana i una pedra). Els bàrbars avancen segons les tirades de daus per unes caselles pròpies, quan arriben al final del circuit ataquen i si sumen més punts que els jugadors, qui tingui menys cavallers de defensa perd una ciutat i el punt associat.
Una altra ampliació va afegir caselles de mines, que permeten triar un recurs qualsevol quan sortia el nombre que tenien imprès. L'illa de Catan es va envoltar d'aigua i van sorgir els vaixells, que actuen com les carreteres però a les caselles que tenen costa (un vaixell costa una fitxa de fusta i una llana).
També es van publicar variants ambientades en diferents èpoques històriques, amb regles més complexes per a les cartes de sort, una versió on-line i una sense tauler, només amb daus i fulls per apuntar les construccions (dissenyada per als viatges). Finalment, també s'ha editat una versió de cartes, per a jugar de dos a quatre jugadors.

## Pel·lícula
El febrer del 2015 la productora Gail Katz va adquirir els drets del joc per a cinema i televisió (http://variety.com/2015/film/news/settlers-of-catan-movie-tv-project-gail-katz-1201437121/).